# Esquennoy
Esquennoy är en kommun i departementet Oise i regionen Hauts-de-France i norra Frankrike. Kommunen ligger i kantonen Breteuil som tillhör arrondissementet Clermont. År 2022 hade Esquennoy 735 invånare.

## Befolkningsutveckling
Antalet invånare i kommunen Esquennoy
| Referens: INSEE |